# Oralia Domínguez
Oralia Domínguez (San Luis Potosí, 25 de octubre de 1925 - Milán, 25 de noviembre de 2013) fue una mezzosoprano mexicana.

## Trayectoria
Domínguez estudió en el Conservatorio Nacional de Música, donde conoció al compositor Carlos Chávez, de quien sería una de sus principales difusoras. En 1950 debutó en el Palacio de Bellas Artes de la capital mexicana y en 1951 fue Amneris en las famosas funciones de Aida de Verdi que reunieron a Maria Callas, Mario del Monaco y Giuseppe Taddei dirigidos por Oliviero De Fabritiis.
Posteriormente actuó en La Scala de Milán el 7 de mayo de 1953 en la obra Adriana Lecouvreur de Cilea, como la Princesa di Bouillon junto a Renata Tebaldi, sucediéndose Marina en Borís Godunov, en 1955-1956 y Don Carlos, de Verdi en 1960-1961 como la Princesa Eboli y en el Wigmore Hall de Londres y en Lucerna con el Requiem de Verdi. También actuó en el Covent Garden de Londres, el Festival de Glyndebourne y el Teatro Colón de Buenos Aires, donde debutó en 1961 con La italiana en Argel de Rossini, en 1963 como la Tía Princesa en Suor Angelica de Puccini, Miss Quickly en Falstaff y Azucena en El trovador, en 1965 como Ulrica en Un baile de máscaras y Arnalta en La coronación de Popea de Monteverdi.
Perteneció al elenco estable de Glyndebourne y de la Opera del Rin en Düsseldorf.
Herbert von Karajan la requirió para el personaje de Erda en la grabación de El oro del Rin de Wagner. El 26 de noviembre de 1954 grabó bajo su dirección la Messa da Requiem de Verdi.
Falleció en Milán el 25 de noviembre de 2013 a los 88 años.

## Discografía de referencia
- Mahler: Das Lied von der Erde, Paul Kletzki, Set Svanholm, Filarmónica de Viena, 1954
- Monteverdi: L'incoronazione Di Poppea /Boris Christoff, Mirto Picchi, Oralia Domínguez, Mirella Parutto, Renato Cesari, Carlo Franci, Florence Maggio Musicale Orchestra, 1966
- Ponchielli: La Gioconda / Renata Tebaldi, Carrlo Bergonzi, Robert Merrill, Marilyn Horne, Nicolai Ghiaurov, Oralia Domínguez, Orchestra e coro dell´Academia di Santa Cecilia, Roma, 1967
- Saint-saëns: Samson Et Dalila / Jean Fournet, Jon Vickers, Ámsterdam 1964
- Verdi: Aida, Maria Callas, Mario Del Monaco, Oralia Domínguez, Giuseppe Taddei Oliviero de Fabritiis México City Palacio de Bellas Artes Orchestra, 1951
- Verdi: Falstaff, Giuseppe Taddei, Nicola Monti, Rosanna Carteri, Anna Maria Canali, Oralia Domínguez, Aldo Protti, Mario Rossi, Italian Radio Symphony Orchestra Rome, Roma 1953
- Verdi: Requiem / Víctor De Sabata, Elisabeth Schwarzkopf, Cesare Siepi, Giuseppe Di Stefano, Milán Teatro alla Scala, 1954
- Verdi: Requiem / Antonietta Stella, Oralia Domínguez, Giuseppe Modesti, Nicolai Gedda, Herbert von Karajan, Vienna Symphony Orchestra,
- Wagner: Siegfried / Sawallisch, Adam, Cox, Kniplova, Roma 1968
- Wagner: El oro del Rin / Herbert von Karajan, Dietrich Fischer-Dieskau, Josephine Veasey, Helen Donath, Edda Moser, Zoltan Kelemen,Donald Grobe, Gerhard Stolze, Berlin Philharmonic 1967
- Oralia Domínguez Recital Bizet · Cilèa · Donizetti . Rossini · Verdi · Wagner